# Конвой № 3113 (січень 1944)
Конвой № 3113 (січень 1944) — японський конвой часів Другої світової війни, проведення якого відбувалось у січні — лютому 1944 року.
Пунктом призначення конвою був атол Трук (Чуук) у центральній частині Каролінських островів, де ще до війни створили потужну базу японського ВМФ, з якої до лютого 1944 року провадились операції у цілому ряді архіпелагів. Вихідним пунктом став розташований у Токійській затоці порт Йокосука (саме звідси традиційно вирушала більшість конвоїв на Трук).
До складу конвою увійшли транспорти «Тацугава-Мару» та «Кокай-Мару», які вийшли з Йокосуки 13 січня 1943 року. Їх маршрут пролягав через кілька традиційних районів патрулювання американських підводних човнів, що зазвичай діяли поблизу східного узбережжя Японського архіпелагу, біля архіпелагу Оґасавара та Маріанських островів і, нарешті, на підходах до самого Труку. 16—17 січня конвой побував на Тітідзімі (острови Оґасавара), а 21 січня прибув на острів Сайпан (головна японська база у Маріанському архіпелагу), де залишався цілий тиждень.
28 січня 1944 року конвой полишив Маріанські острови, при цьому тепер його супроводжував есмінець «Умікадзе», який 20 січня прибув на Сайпан з Труку. Крім того, 31 січня вже на переході ескорт підсилив переобладнаний мінний загороджувач «Кінджо-Мару», що до того охороняв зустрічний конвой № 4127.
1 лютого 1944 року вже неподалік від південного проходу в лагуну Труку «Умікадзе» був торпедований американським підводним човном USS Guardfish і затонув, біля півсотні членів екіпажу загинуло, проте 215 осіб змогли врятуватись. Інші кораблі конвою успішно прибули на Трук.
Можливо також відзначити, що за кілька діб «Кокай-Мару» вирушить до Рабаула (головна передова база в архіпелазі Бісмарка, з якої провадились операції на Соломонових островах та сході Нової Гвінеї) і у другій половині лютого загине при поверненні звідти з останнім конвоєм.